# Валентин Гаюї
Валентин Гаюї (фр. Valentin Haüy, 13 листопада 1745 — 19 березня 1822) — педагог, благодійник, який заснував в Парижі й Петербурзі декілька шкіл та підприємств для сліпих, один з зачинателів перших навчальних закладів для незрячих у світі. До XVIII століття світ не знав навчальних закладів для сліпих. За рішенням Всесвітньої організації охорони здоров'я дата його народження відзначається як День сліпих.

## Життєпис

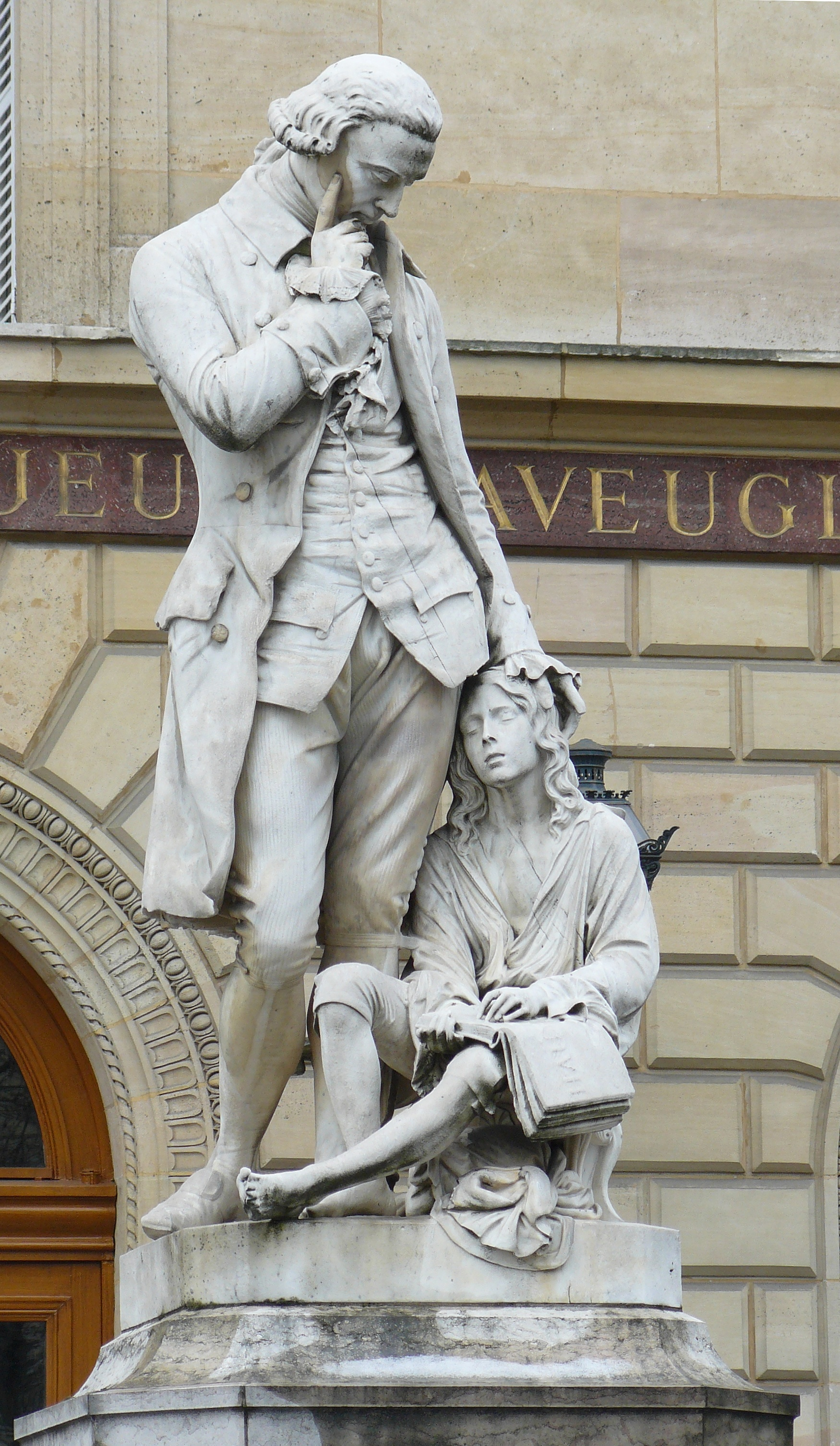
Пам'ятник Валентину Гаюї перед Інститутом молодих сліпих

Народився 13 листопада 1745 року в Франції. Валентин Гаюї вперше продемонстрував свій метод навчання сліпих, за допомогою придуманого ним шрифту. В 1784 році в Парижі без підтримки уряду та благодійних товариств, на власні кошти в своєму власному будинку він відкрив першу у світі школу для сліпих дітей під назвою «Майстерня трудящих сліпих». Першим учнем Валентина Гаюї був підібраний на церковній паперті хлопчик Франсуа де Лезюер. Потім в школу поступили ще 11 його безпритульних однолітків.
Навчання та виховання сліпих дітей Валентин Гаюї поставив на наукову основу. Він розробив рельєфно-лінійний шрифт «унціал». Цей шрифт отримав назву від латинського слова, що означає «рівний по довжині одній унції». Це були великі рівні рельєфні літери, витиснені на щільному папері. Головною заслугою «унціала» було те, що за допомогою цього шрифту можна було навчати сліпих дітей читанню і друкувати книги для сліпих. Шрифт був пересувний, і це допомагало сліпим дітям робити набір потрібного тексту. Крім цього Валентин Гаюї сконструював прилади для сліпих і матриці для виготовлення рельєфних наочних посібників, географічних карт і глобусів. Цьому ремеслу він навчав і своїх вихованців. Ідея створення книг для сліпих також належить Валентину Гаюї.
Не зважаючи на величезні матеріальні утруднення, Валентин Гаюї побудував при школі друкарню і надрукував в ній декілька книг рельєфно-лінійним шрифтом — «унціалом». Це були перші книги для сліпих. За книгами Валентина Гаюї незрячі навчалися аж до винаходу Луї Брайлем рельєфного шрифту з шести точок.
У 1803 році Валентин Гаюї отримав пропозицію російського імператора Олександра I відкрити в Санкт-Петербурзі навчально-виховний заклад для сліпих. У 1807 році Олександром I були затверджені Статут, штати і бюджет Санкт-Петербурзького інституту робочих сліпих.
13 листопада — день народження Валентина Гаюї, у пам'ять про видатного педагога, вважають Днем незрячих. Мета заходів, що проводяться у рамках відзначення цього дня — привернути увагу суспільства до проблем людей з порушенням зору та допомогти таким людям як вирішити соціальні проблеми, так й отримати доступ до якісної медичної допомоги.